# Луиджи Ферарис (стадион)
„Луиджи Ферарис“ е многофункционален стадион в Генуа, Италия. Известен е също и като Мараси, по името на квартала, в който е разположен.
Построен е от отбора на Дженоа и през 1933 е наименуван на бившия капитан на тима Луиджи Ферарис. По време на Втората световна война става собственост на градската управа. От 1946 и другият генуезки отбор Самдория започва да играе своите домакински мачове тук.
За Световното първенство през 1990 г. стадионът е разрушен и построен наново. Тук се играят общо 4 мача от турнира.

## Характеристики
- Най-посетен мач: Италия-Португалия – 60 000 зрители на 27 февруари 1949
- Размери: 105 м дължина на 68 м широчина
- Мачове от Световни първенства: 5 (1934 и 1990)
- 21 км до международното летище „Христофор Колумб“
- На 11 юни 1999 стадионът е домакин на концерт на Брус Спрингстийн
- Стадионът е дом на италианския национален отбор по ръгби